# I Don't Mind (James Brown)
I Don't Mind è un brano musicale scritto ed eseguito da James Brown & The Famous Flames. Venne pubblicato su singolo nel 1961 negli Stati Uniti, e raggiunse la quarta posizione nella classifica R&B e la numero 47 nella Pop Billboard.

## Formazione
Roger Daltrey - voce
Pete Towshend - chitarra elettrica, cori
John Entwhistle - basso elettrico, cori
Keith Moon - batteria
Nicky Hopkins - pianoforte

## Tracce singolo
1. I Don't Mind - 2:41
2. Love Don't Love Nobody - 2:04

## Cover
- The In Crowd con Keith West (1965)
- MC5 (demo del 1965)
- The McCoys sull'album Hang On Sloopy (1965)[2]
- The Moody Blues sull'album The Magnificent Moodies (1965)
- The Who sull'album The Who Sings My Generation (1965)